# Wladimir Mowsesjan

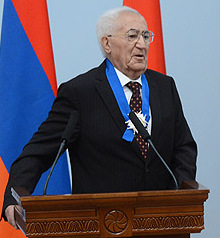
Wladimir Migranowitsch Mowsesjan (2013)

Wladimir Migranowitsch Mowsesjan (russisch Владимир Мигранович Мовсесян; armenisch Վլադիմիր Մովսիսյան; geboren am 12. November 1933; gestorben am 5. November 2014 in Jerewan) war ein sowjetischer bzw. armenischer Politiker und im Jahr 1990 Erster Sekretär des ZK der Kommunistischen Partei Armeniens, der armenischen Unterorganisation der KPdSU.

## Leben
1958 schloss Mowsesjan das Veterinär-Institut in Jerewan ab und besuchte in den Sechzigerjahren die Parteihochschule der KPdSU. Wladimir Mowsesjan nahm verschiedene Funktionen in der kommunistischen Partei wahr, ehe er 1984 zum ersten Stellvertreter des Ersten Sekretärs der armenischen KP ernannt wurde. Von April bis Oktober 1990 fungierte Mowsesjan als Erster Sekretär der KPA.
Im Sommer 1990 war Mowsesjan darüber hinaus kurzzeitig Mitglied Politbüros, verließ dieses jedoch aus Protest gegen die sowjetische Politik gegenüber Armenien. In den Neunzigerjahren war Wladimir Mowsesjan Landwirtschaftsminister der neugegründeten armenischen Republik.
Er verstarb im November 2014 in Jerewan.

## Auszeichnungen
Mowsesjan erhielt verschiedene Auszeichnungen, wie den Orden des Roten Banners der Arbeit.